# Condado de Jackson (Illinois)
El condado de Jackson (en inglés: Jackson County), fundado en 1816, es uno de 102 condados del estado estadounidense de Illinois. En el año 2008, el condado tenía una población de 58 841 habitantes y una densidad poblacional de 39 personas por km². La sede del condado es Murphysboro. El condado recibe su nombre en honor a Andrew Jackson.

## Geografía
Según la Oficina del Censo, el condado tiene un área total de 1561 km², de la cual 1523 km² es tierra y 37 km² (2.39%) es agua.

### Condados adyacentes
- Condado de Perry (norte)
- Condado de Franklin (noreste)
- Condado de Williamson (este)
- Condado de Union (sureste)
- Condado de Perry, Misuri (oeste)
- Condado de Randolph (noroeste)

## Demografía
Según la Oficina del Censo en 2000, los ingresos medios por hogar en el condado eran de $24 946, y los ingresos medios por familia eran $40 950. Los hombres tenían unos ingresos medios de $31 910 frente a los $22 396 para las mujeres. La renta per cápita para el condado era de $15 755. Alrededor del 25.20% de la población estaban por debajo del umbral de pobreza.

## Transporte

### Autopistas principales
- U.S. Route 51
- Ruta de Illinois 3
- Ruta de Illinois 4
- Ruta de Illinois 13
- Ruta de Illinois 127
- Ruta de Illinois 149

## Municipalidades

### Ciudades y pueblos
- Ava
- Campbell Hill
- Carbondale
- De Soto
- Dowell
- Elkville
- Gorham
- Grand Tower
- Makanda
- Murphysboro
- Vergennes

### Municipios
El condado de Jackson está dividido en 16 municipios:
| - Bradley - Carbondale - DeSoto - Degognia - Elk - Fountain Bluff | - Grand Tower - Kinkaid - Levan - Makanda - Murphysboro | - Ora - Pomona - Sand Ridge - Somerset - Vergennes |